# Tayap

Tayap é uma pequena aldeia situada na Região Centro dos Camarões entre a capital do país, Yaoundé (86 km) e Douala (164 km). A aldeia de Tayap depende da província de Nyong-et-Kellé et do bairro de Ngog-Mapubi.
Situada na zona Noroeste da floresta da bacia do Congo, segundo maciço florestal tropical do mundo, depois da floresta Amazónica, a aldeia de Tayap sofre os danos da desflorestação nos Camarões causada por diferentes fatores, tais como o aumento da taxa de crescimento da população, o desenvolvimento da exploração florestal, a coleta de madeira de fogo e a prática da agricultura de queimada.
Desde 2011, Tayap é o teatro de uma programa piloto de agroecologia e de ecoturismo que visa proteger a biodiversidade das suas terras e desenvolver atividades geradoras de rendimentos para os seus habitantes.

## Geografia

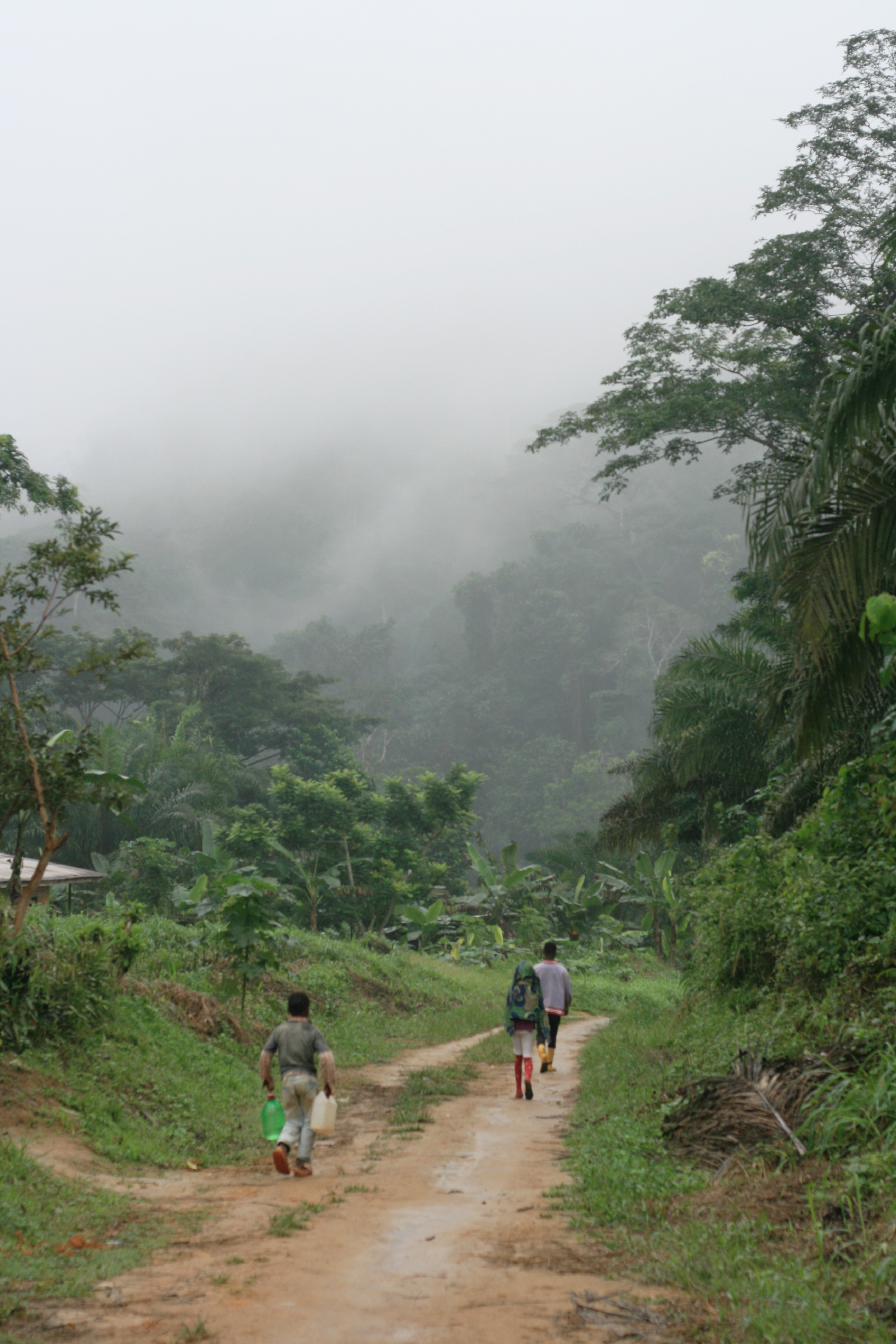
Pista rural

### Localização
A aldeia de Tayap localiza-se a 3°49°2.067’’N e 10°54'5.106’’E. Tayap é limítrofe com as aldeias Omog e Mamb a Norte, Mamb Kelle e Song Mpeck a Oeste, Lamal Pougue a Leste e Nlep be e Ngong ao Sul.
A aldeia de Tayap situa-se a 86 km de Yaoundé (a 12 km de Boumnyebel na estrada nacional N°3 Douala-Yaoundé) e prolonga-se todo o logo de uma pista de mato de uma dezena de quilómetros, até a Via Rápida Douala-Yaoundé. Tayap está ligada à nacional N°3 Douala-Yaoundé por uma pista relativamento pouco conservada, o que torna os deslocamentos difíceis na época das chuvas. A entrada da aldeia de Tayap encontra-se ao nível da aldeia de Omog sobre a estrada nacional N°3 que liga Douala e Yaoundé. A aldeia de Tayap situa-se a uma distância de cerca de 6 quilómetros de Omog.

### Clima
Tayap beneficia de um clima húmido de tipo equatorial com quatro estações: duas estações secas e duas estações chuvosas. A grande estação das chuvas ocorre entre Agosto e Outubro, e a pequena estação das chuvas, de Março a Maio. A grande e a pequena estação seca entre Junho e Julho. A estação meteorológica mais próxima é a de Eséka que fica a cerca de 20 km a Sudoeste de Tayap. A temperatura média anual ronda os 25°C. A pluviometria varia entre 1 500 e 2 500 mm de chuva por ano.

### Geologia e speleologia

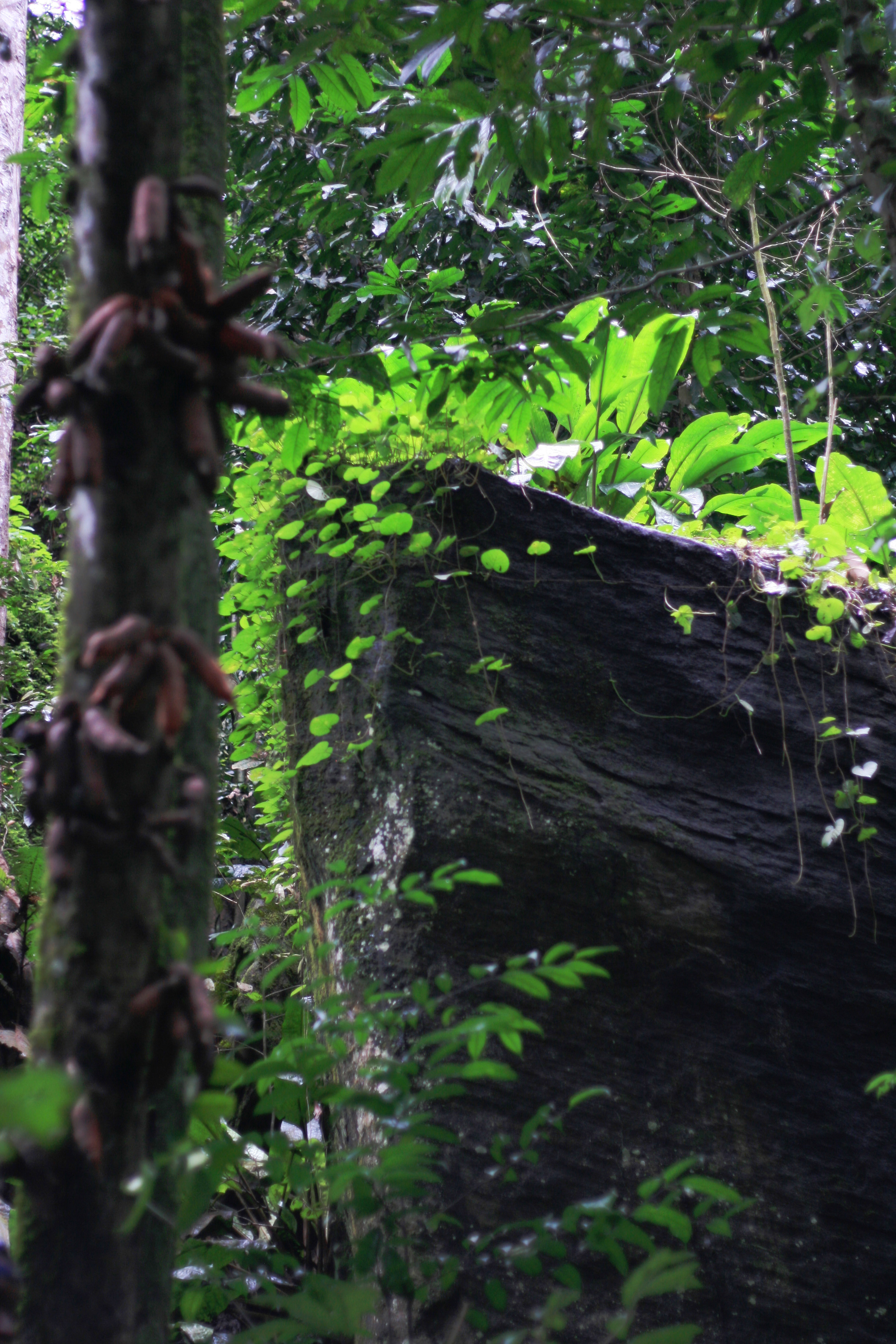
Formação rochosa

A aldeia de Tayap caracteriza-se por uma altitude média de cerca de 350 metros e por colinas com vertentes abruptas. A aldeia de Tayap apresenta um subterrâneo rico em rocha siliciosa (quartzito) e em rochas magmáticas tais os piroxénitos e os micaxistos.
Tayap é rica em sítios speleológicos. Sobre a sua colina de mais de 544 metros de altitude, encontram-se grutas ou rochas tendo sofrido deformações físicas e formando uma sucessão de escadas escalonadas. Uma dessas grutas abriga ninhos de Picatartes carecas (Picathartidae), ave ameaçada de extinção. Uma das rochas, de forma triangular, constitui um verdadeiro abrigo sobre uma altura de mais de 100 metros e serviu de refúgio aos nacionalistas dos Camarões aquando da luta pela independência dos Camarões.

### Meio-ambiente
Tayap situa-se na zona da Floresta da Bacia do Congo. A vegetação é essencialmente florestal. Dois tipos de florestas coexistem: a floresta primária que se encontra no cimo das colinas, e a floresta secundária que resulta da destruição das florestas primárias para a agricultura ou para a exploração florestal. A floresta da bacia do Congo sofreu os danos da desflorestação sobre zonas bem segmentadas. Esta desflorestação explica-se primeiro pelo desenvolvimento importante da exploração florestal, alternativa económica encontrada pelos Camarões para responder à baixa do preço do cacao e do café, os seus principais recursos em 1990, mas também pela prática da cultura de queimadas, habitual nas zonas florestais intertropicais. A taxa anual de desflorestação nos Camarões varia entre 0,5 e 1,2% por ano. Em termos absolutos, as estimativas da desflorestação anual variam entre 80 000 e 200 000 hectares. A aldeia de Tayap deveria contar ainda 1 400 ha de floresta, até 1200 metros de altitude, ou seja, cerca de 30% da sua superfície. Ela subsiste essencialmente no cimo das colinas.

## História
Após a Segunda Guerra Mundial, os Camarões ficam sob a autoridade da França e da Inglaterra e obtêm, tal como o Togo, o estatuto de território associado da União Francesa. A partir dos anos 1940 e 1950, a União das Populações dos Camarões (UPC), movimento de liberação nacional levado por Ruben Um Nyobe, desempenha um papel central em direção à Independência dos Camarões. Em 1955, na sequência de violências que levaram à morte de inúmeros camaronenses, a UPC é dissolvida e os seus dirigentes entram em resistência. O território de Tayap faz parte dos bastiões da resistência nacionalista no país Bassa levada a cabo por Ruben Um Nyobe. Segundo o historiador do pós-colonialismo Achille Mbembe, a aldeia de Omog contava desde 1956 uma quinzena dos seus camponeses envolvidos na resistência no mato.

## Administração e política
Tayap é  uma chefia de terceiro grau. Nos Camarões, as chefias tradicionais são um escalão da organização admnistrativa. As chefias eram micro-estados antes da colonização, e podem ser do primeiro, segundo ou terceiro grau, consoante a sua importância territorial ou histórica. O último chefe à data da aldeia, Yogo Germain François, morreu a 17 de Junho de 2008. Desde então, a aldeia ficou sem chef. Uma eleição transparente deve ser organizada pela administração camaronesa para dotar a aldeia de uma chef de aldeia eleito por modo democrático. O funcionamento, a gestão e o desenvolvimento da aldeia são atualmente orientados pela Associação dos cidadãos das aldeias de Omog e de Tayap (AROTAD).
Dois partidos coexistem na aldeia: a União das Populações dos Camarões (UPC) e a Associação Demática do Povo Camaronsense (RDPC). Nas últimas eleições conjuntas legislativas e municipais, que tiveram lugar nos Camarões em 30 de Setembro de 2013, a UPC obteve 32% dos votos contra 68% para a RDPC.

## População e sociedade

### Demografia

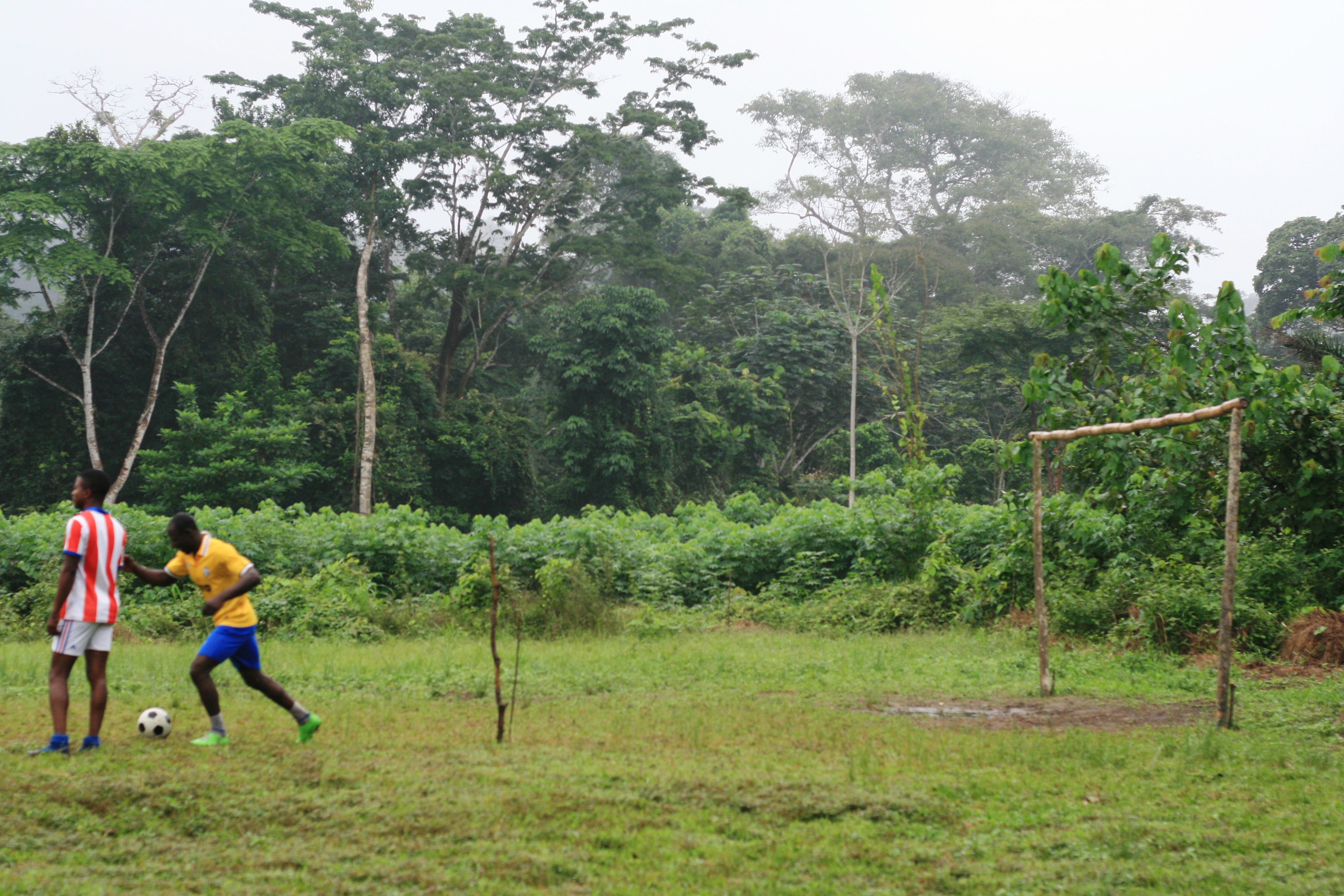
Terreno de futebol

Tayap contava 254 habitantes (57 lares) incluindo 132 homens (52 %) e 122 mulheres (48 %) segundo os últimos Censos de 2010. A população de Tayap representa 2,5 % da população da municipalidade de Ngog Mapubi. A população é maioritariamente jóvem e constituída essencialmente por Bassas à qual se junta uma minoria (8 %) constituída por  cerca de vinte outras tribos dos Camarões (Bamenda, Bamileke, Hauçá, Béti). A população está espalhada  ao longo das estradas e pistas numa multitude de aldeias. Estas últimas estão distantes de 0,5 a 2 km entre elas. Tayap centro e Libolo constituem os dois regrupamentos principais. A totalidade da aldeia conta cerca de sessenta habitações.

### Saúde
Não existe nenhum estabelecimento de saúde em Tayap. O centro de saúde mais próximo fica em Boumnyebel, a 12 km de Tayap. O hospital mais próximo fica em Yaoundé (86 km de Tayap).

### Outros serviços sociais básicos
A aldeia de Tayap é alimentada com água potável através de três poços ou furos, servida por uma bomba manual de alavanca. A água é depois encaminhada por baldes ou bidões até aos lugares de utilização. A aldeia de Tayap não está eletrificada apesar da presença de uma linha de alta tensão ao nível da aldeia de Omog. A ausência de eletricidade constitui um entrave importante no desenvolvimento de Tayap. Os ventos muito fracos não permitem optar pela solução eólica. Por outra parte, não existe rio com potencial hidro-elétrico (excepto a cerca de 8 km, acessível apenas por um caminho de mato).

## Educação

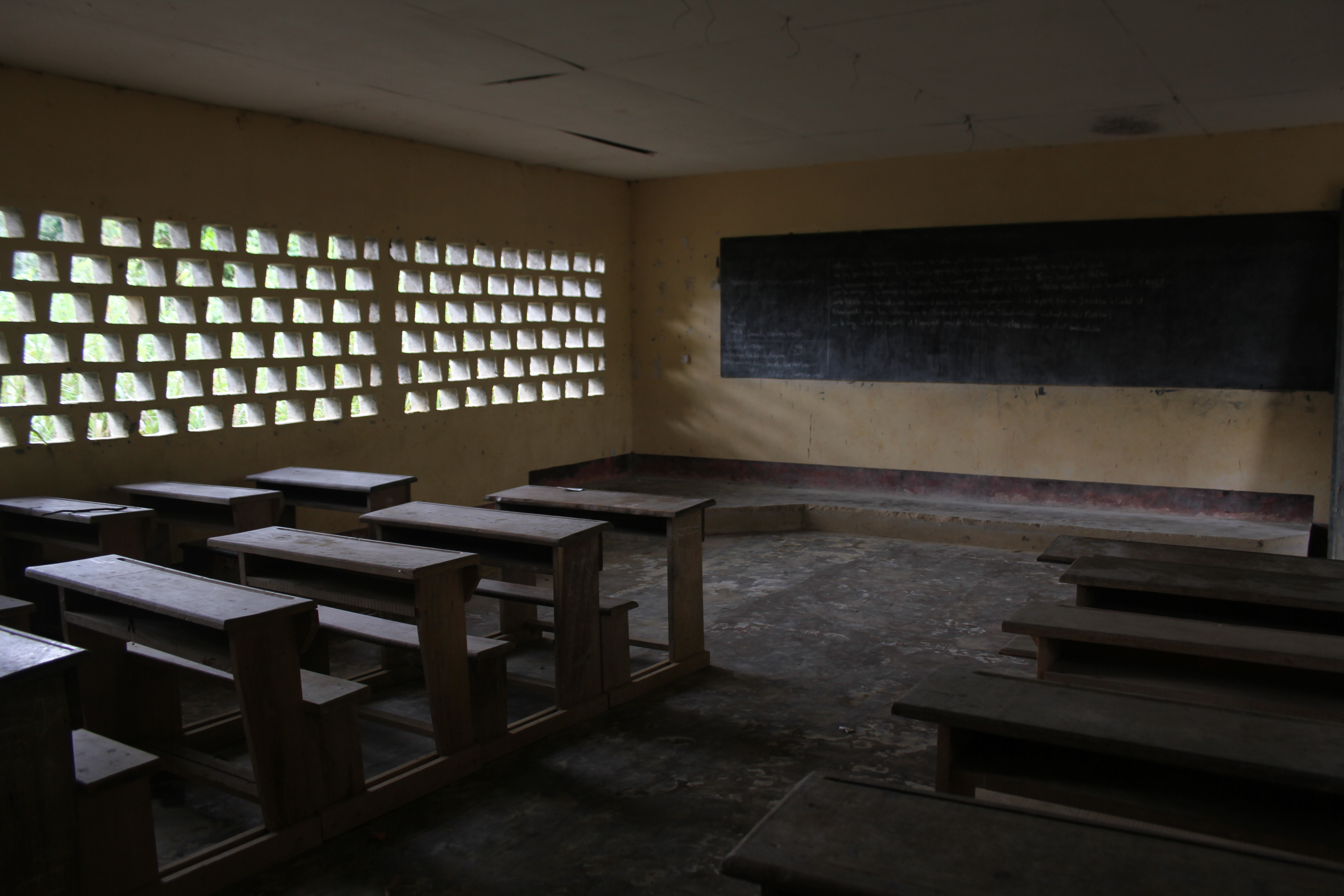
Sala de aulas

Em 2003, Tayap dota-se de uma escola primária construída pelas populações locais. Esta escola acolhe 34 alunos a partir dos 6 anos, durante o seu primeiro ano de funcionamento, e 75 desde 2010. A escola situa-se a meio-caminho (cerca de 1,5km) das aldeias de Libolo e Tayap. Em Abril de 2006, o governo camaronense acordou duas salas de aulas adicionais levando a quatro as salas de aulas da escola pública de Tayap. Cada classe regrupa dois níveis de modo a assegurar os seis níveis da escola primária. Após o ciclo primário, os alunos da aldeia continuem a sua escolaridade nos colégios de ensino secundário (CES) de Lamal-Pougoue ou de Mamb.

## Religião
A população de Tayap é maioritariamente cristã, de confissão católica e protestante. Dois lugares de culto existem na aldeia: a igreja presbiteriana camaronense e a igreja católica.

## Cultura
A população de Tayap está ligada a quatro elementos da sua cultura:
- A alimentação com o prato lendário bongo’o tchobi, um prato de peixe que se acompanha de macabo, banana plantão, mandioca ou pau de mandiaca, o pequeno-almoço local que tem por base o bolo de mandioca chamado mintoumba e o tradicional vinho de palma.

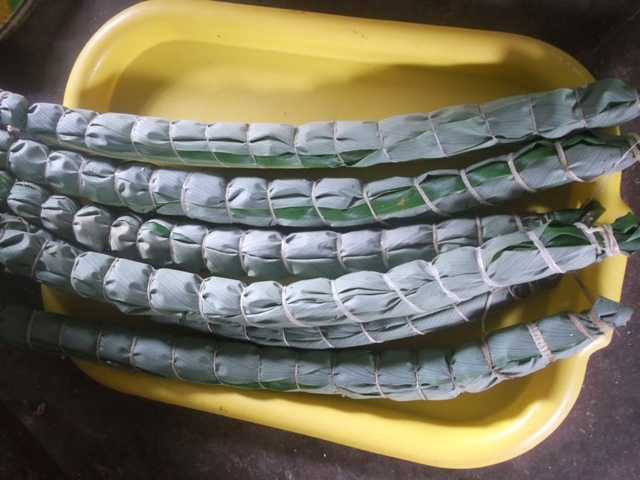
Pau de mandioca
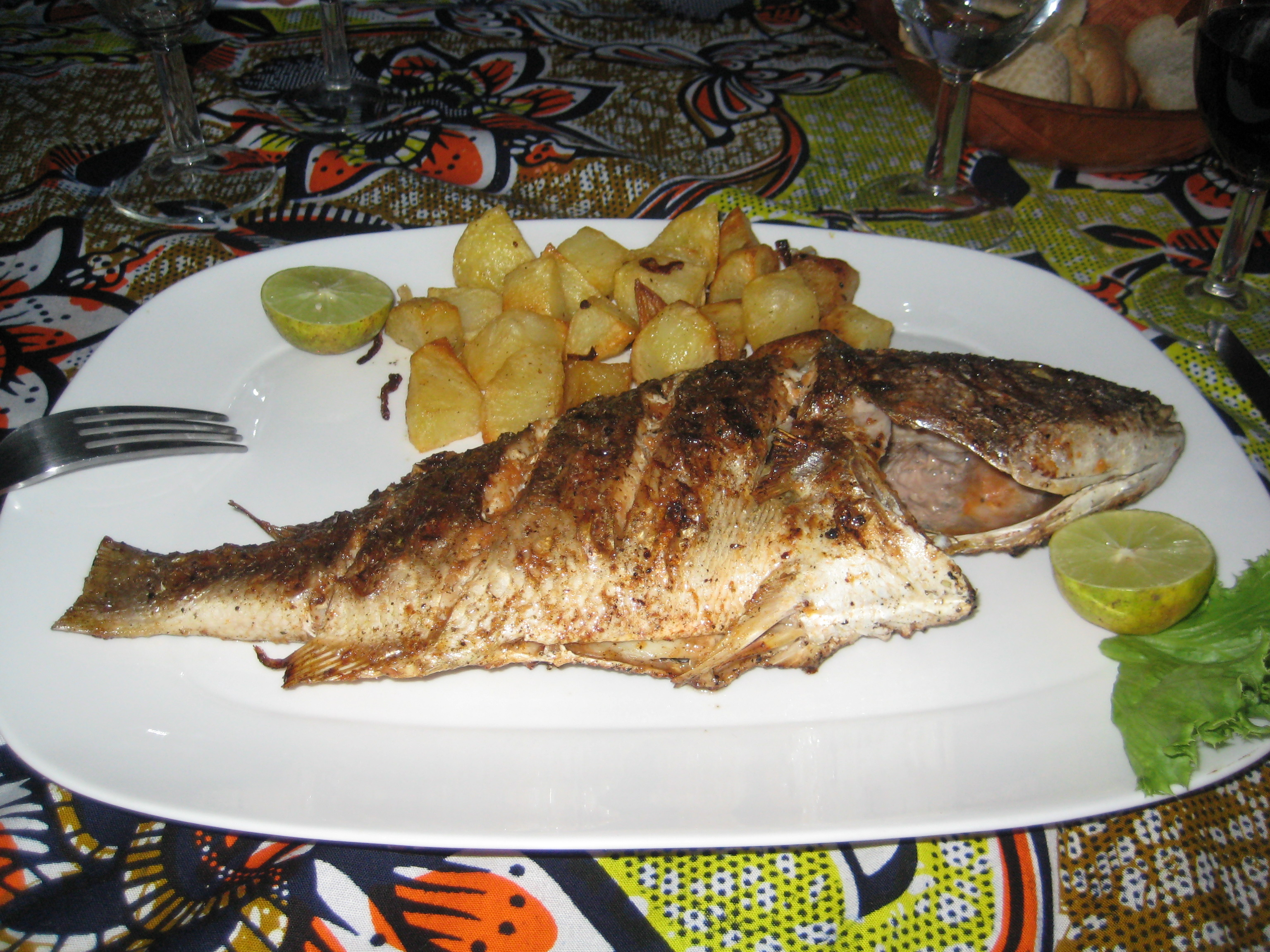
Peixe grelhado
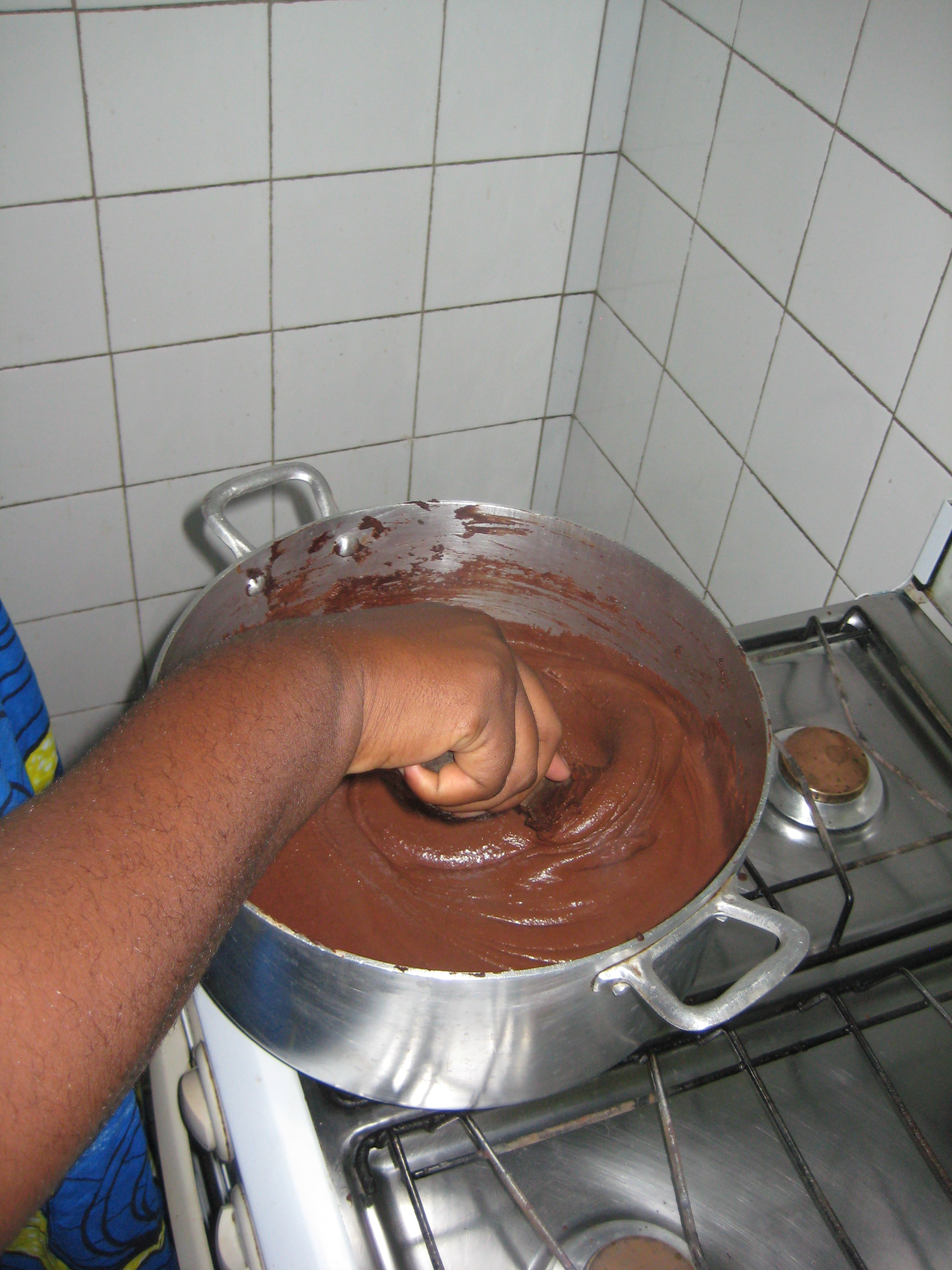
Chocolate
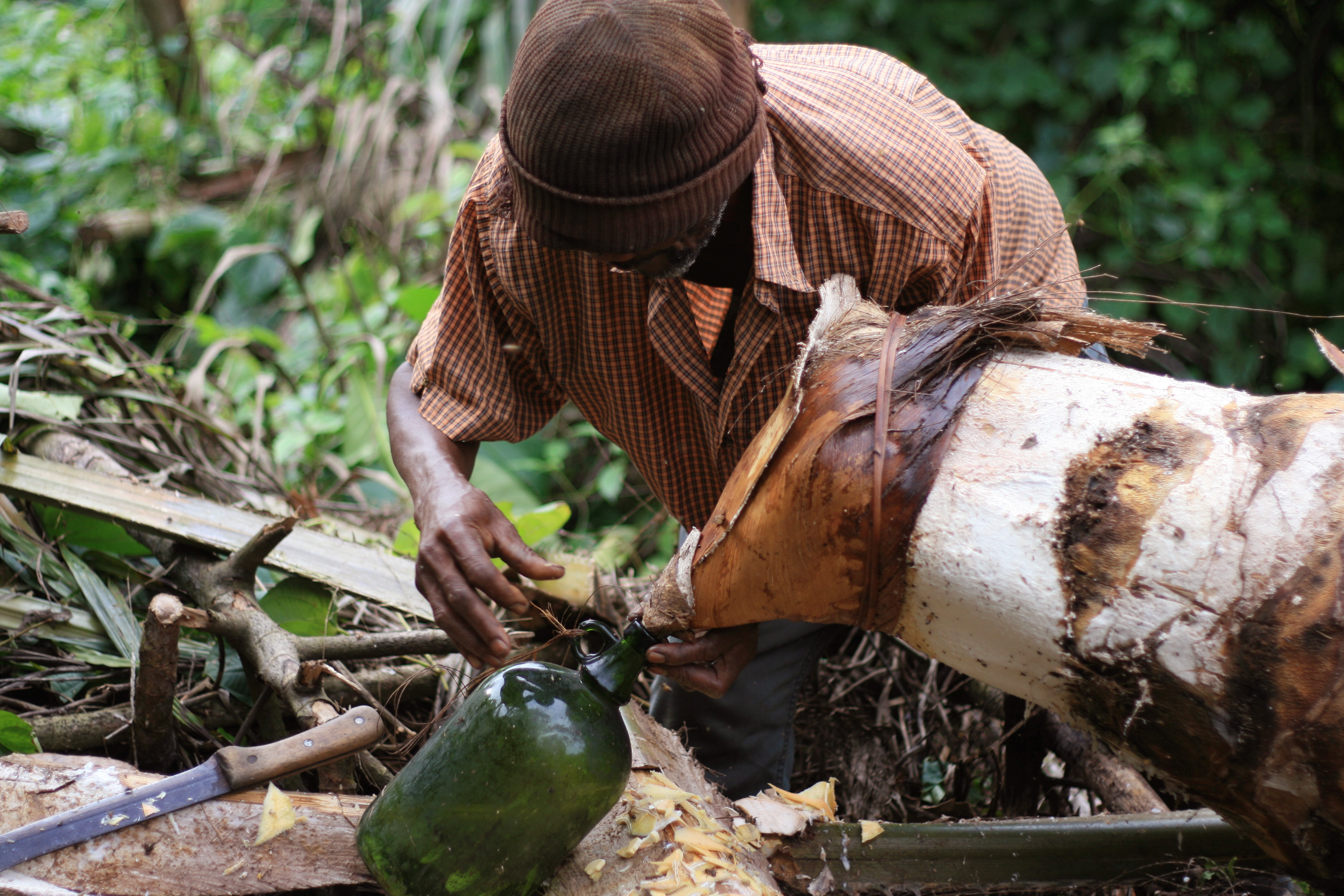
Vinho de palma

- Os ritmos da terra com os cantos do Ngola e a dança dos rins Assiko
- O casamento cultural em três etapas (Li bat Ngond que significa « o pedido em casamento » em bassa, li ti pôs que significa « dar a garrafa » para o noivado e bijeck bi lon que significa « alimento de família » para o casamento tradicional)
- A fitoterapia que valorisa as plantas da terra

## Economia
Em 2013, a população ativa contava 179 pessoas. O essencial dos empregos da aldeia provém da agricultura.

### Agricultura
A agricultura é a principal fonte de rendimentos da aldeia de Tayap. Pratica-se igualmente o comércio dos produtos florestais não lenhosos. A atividade concentra-se sobre a agricultura com culturas de renda (cacao e palmeiras de óleo), as culturas alimentares (bananeiras plantão, mandioca, macabo, taro, amendoim, banana doce), árvores fruteiras (safu, manga, limão, laranja, toranja, papaia, nós de cola) e hortículas (pimento, legumes). O comércio destes produtos agrícolas é praticado em Boumnyebel e em Yaoundé.

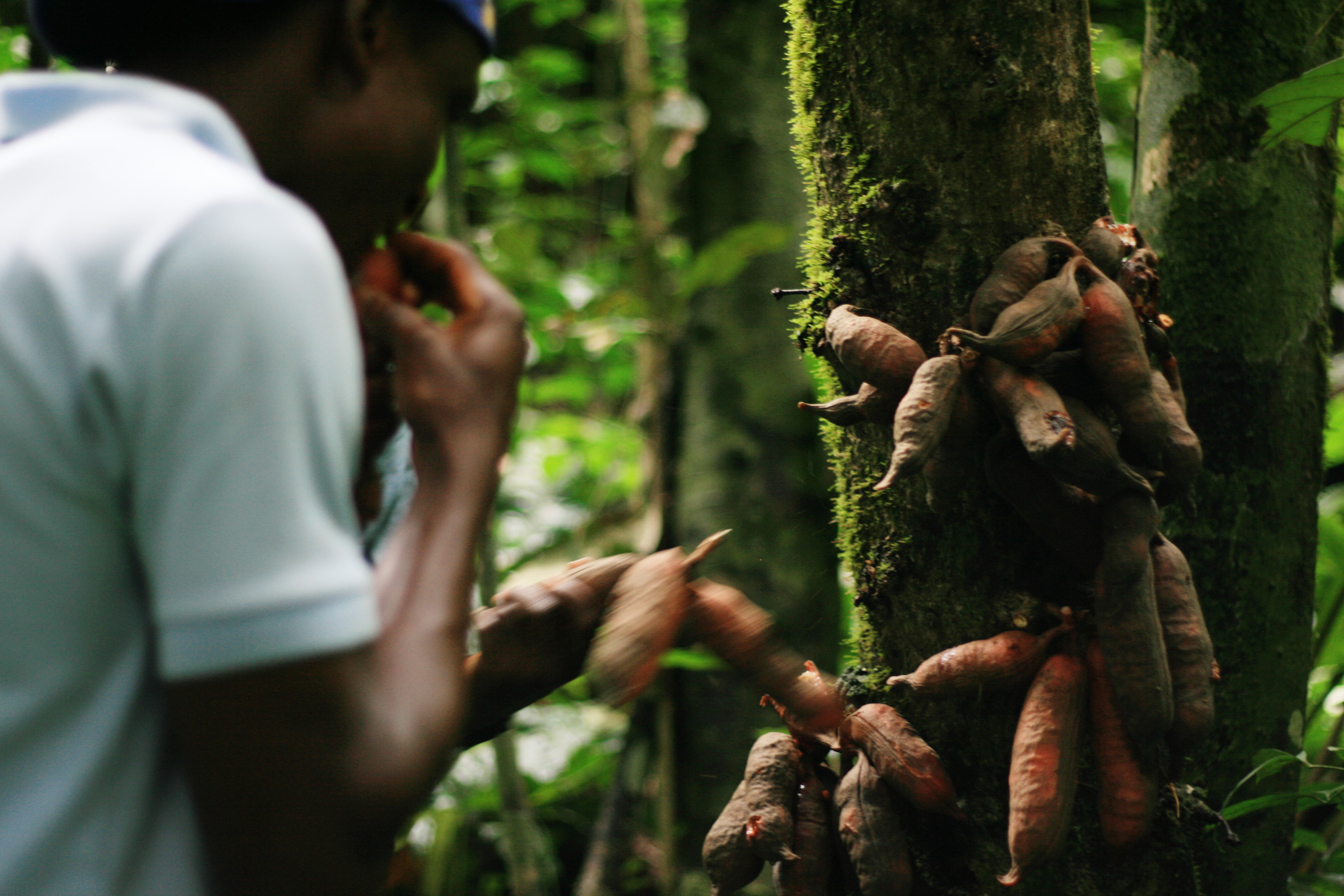
Produtos floresteiros não lenhosos
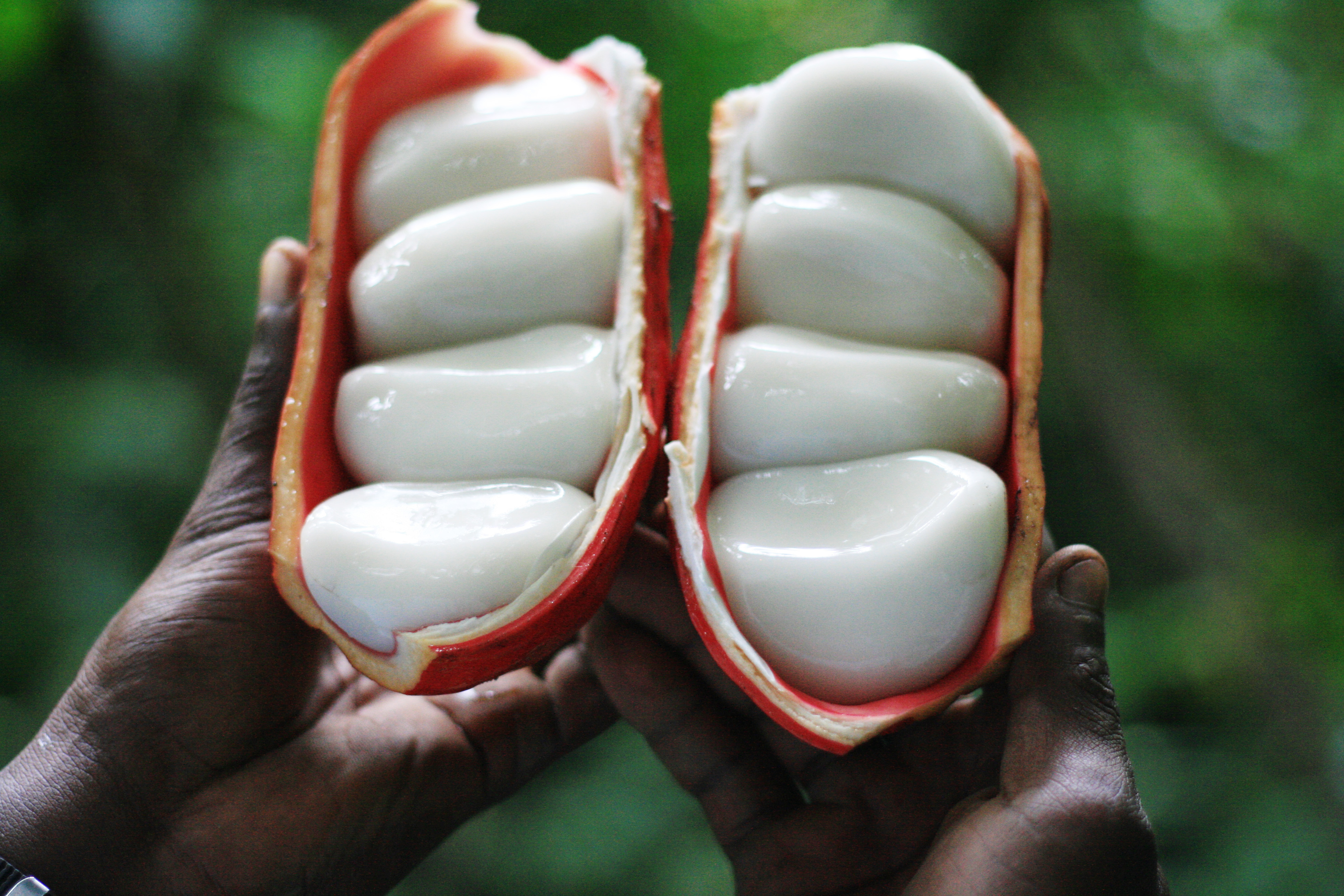
Cola de mato
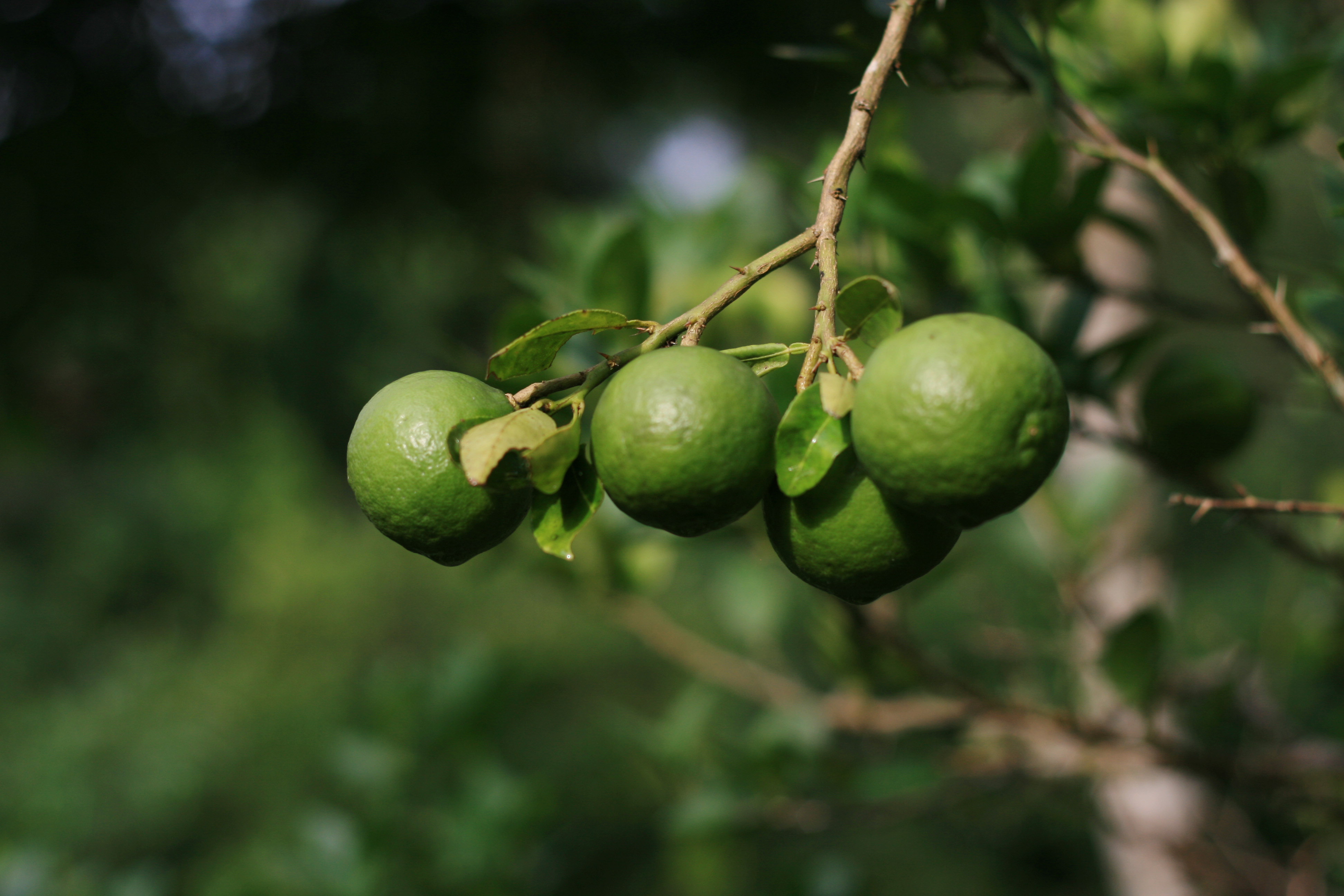
Laranjas
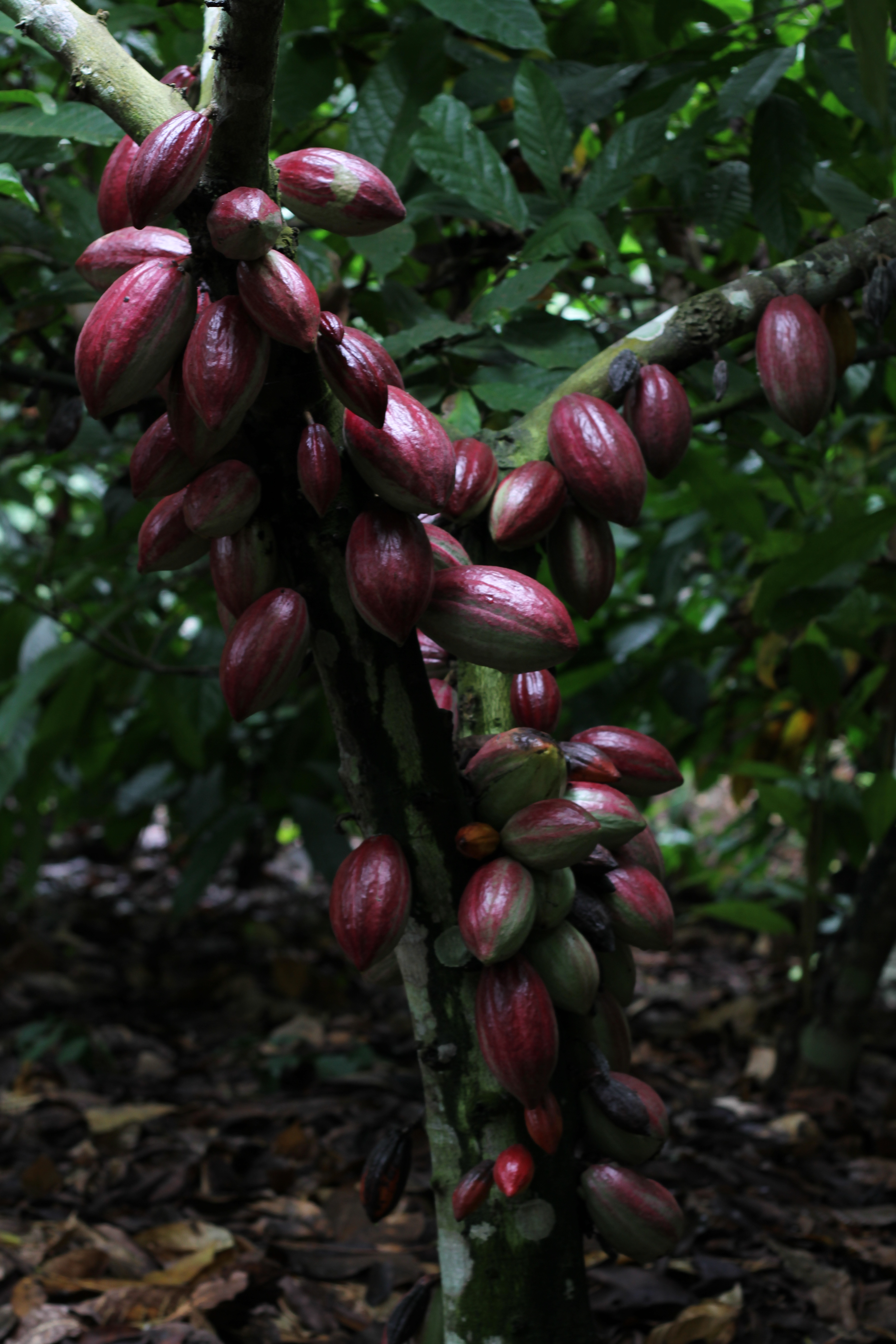
Cacao
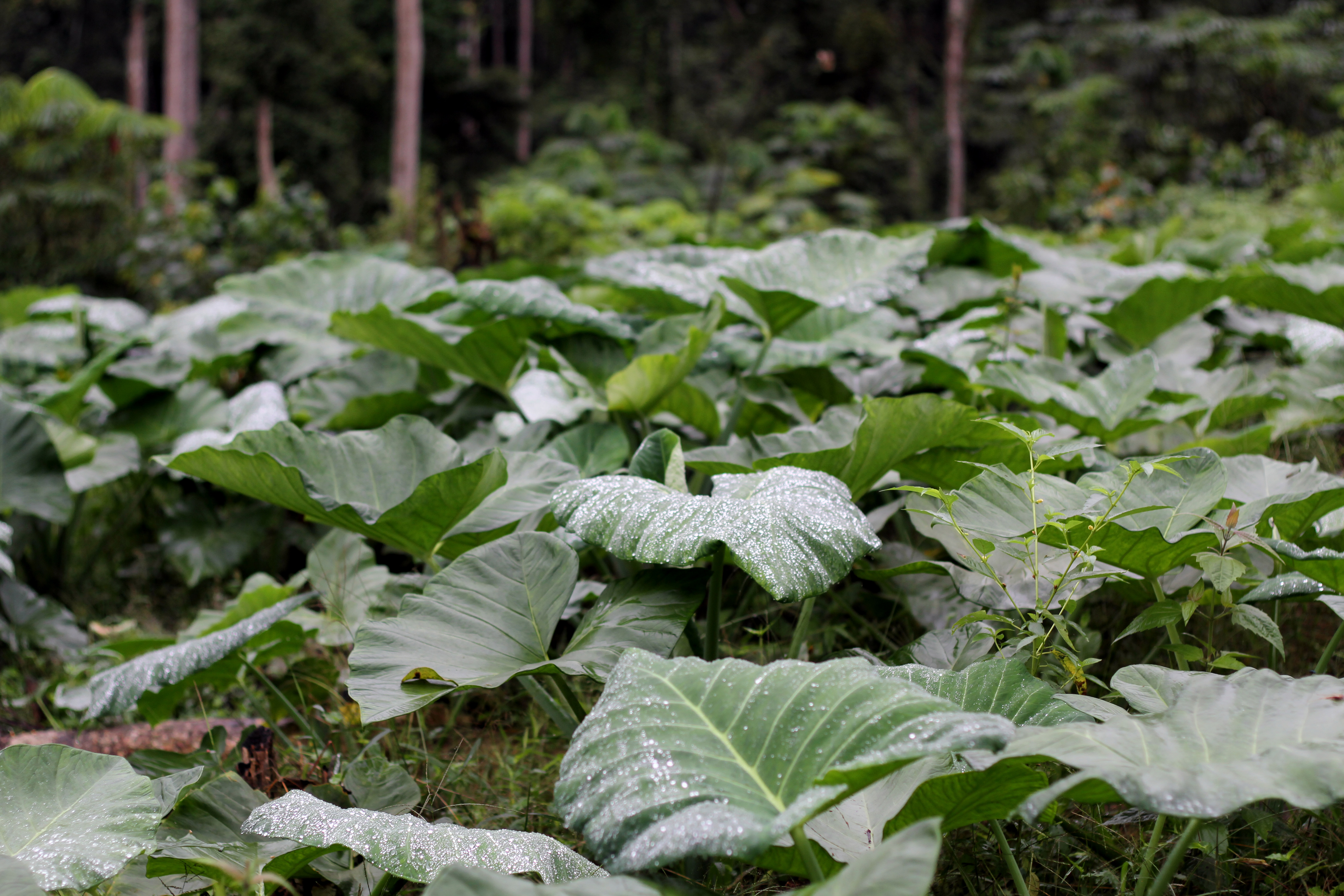
Campo de macabo

### Outras atividades

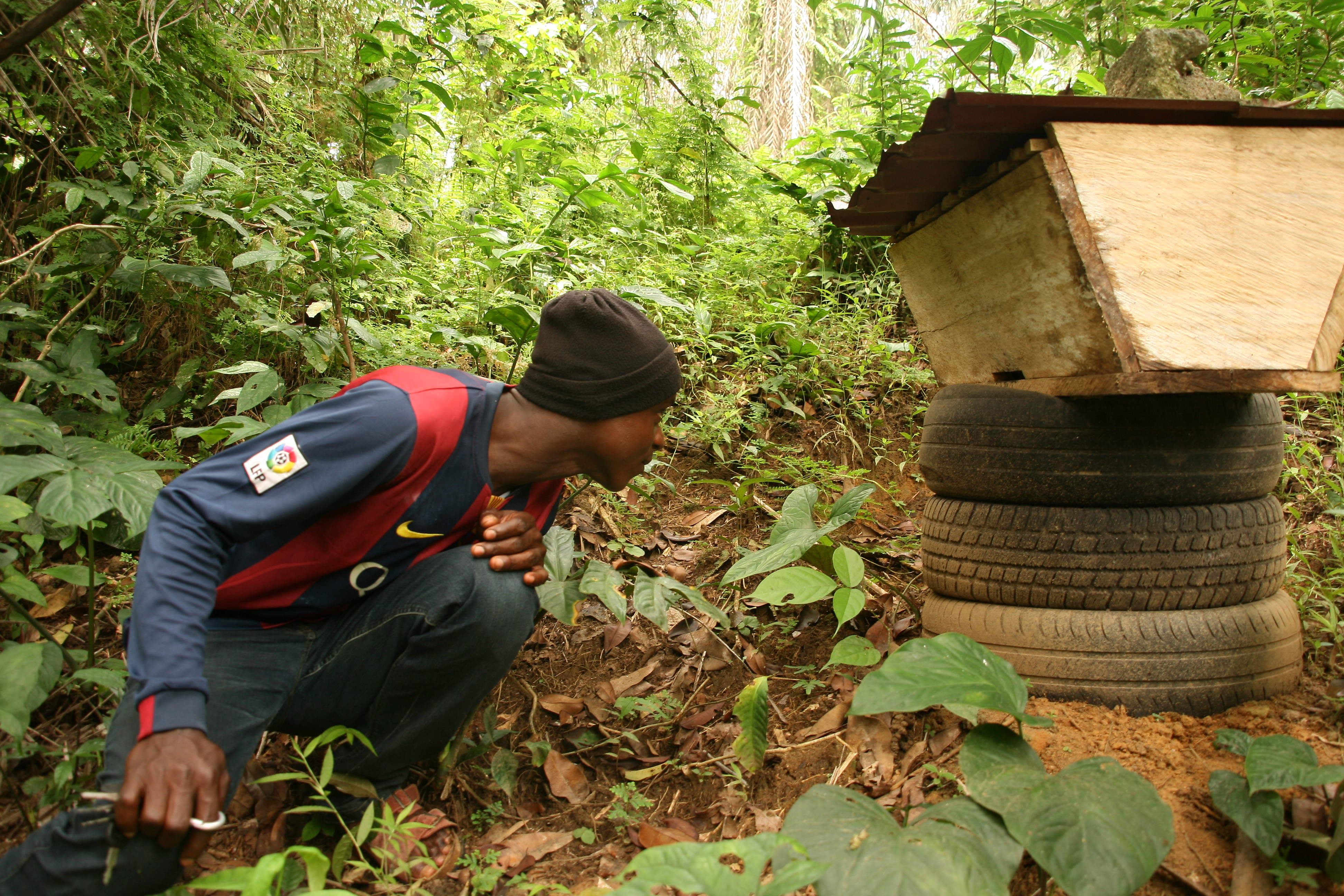
Apicultura

As populações de Tayap praticam também a pequena criação, a pesca e a caça. Tayap dispõe de 6 unidades de prensagem de óleo de palma e de uma micro-finança solidária. Com a construção de duas ecolodges e a valorização de casas de hóspedes existentes, uma oferta de ecoturismo está a desenvolver-se como um atividade de rendimentos complementares na aldeia. A exploração floresteira ilegal faz igualmente parte dos meios de subsistência de certos habitantes da aldeia.

### Iniciativas locais de desenvolvimento
Desde 2011, Tayap é o teatro de um programa piloto de desenvolvimento de agro-ecologia e de ecoturismo que visa a lutar contra a desflorestação, a proteger a biodiversidade das terras da aldeia e a desenvolver as atividades geradoras de rendimentos para os seus habitantes. Este programa intitulado Les Vergers Ecologiques de Tayap recebeu em 2011 o Prémio SEED, concedido pela iniciativa SEED (Supporting Entrepreneurs for Environment and Development), parceria mundial a favor do desenvolvimento sustentável criado em 2002 pelo PNUE, pelo PNUD e pelo UICN na cimeira mundial sobre o desenvolvimento sustentável em Joanesburgo.

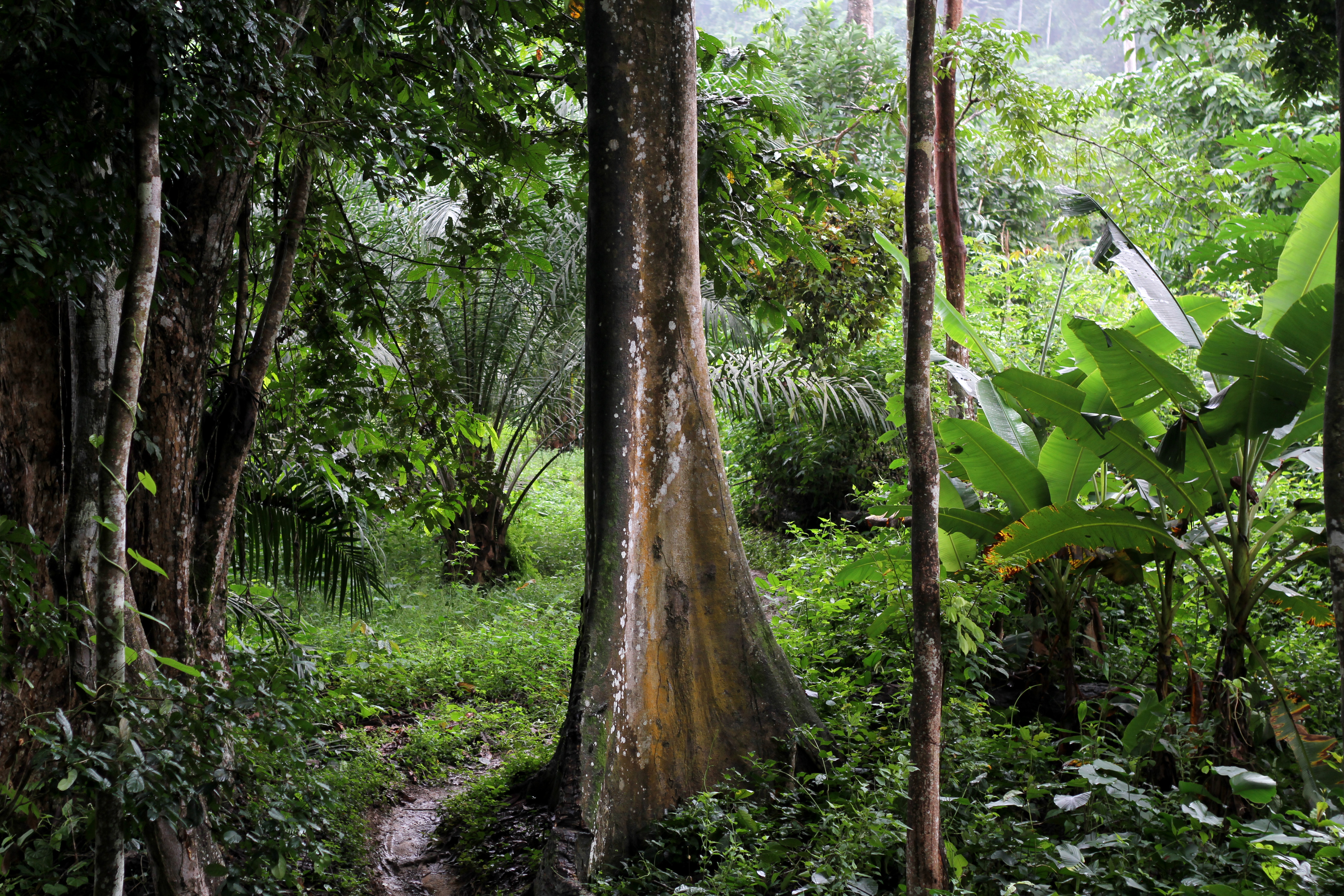
Agrofloresta

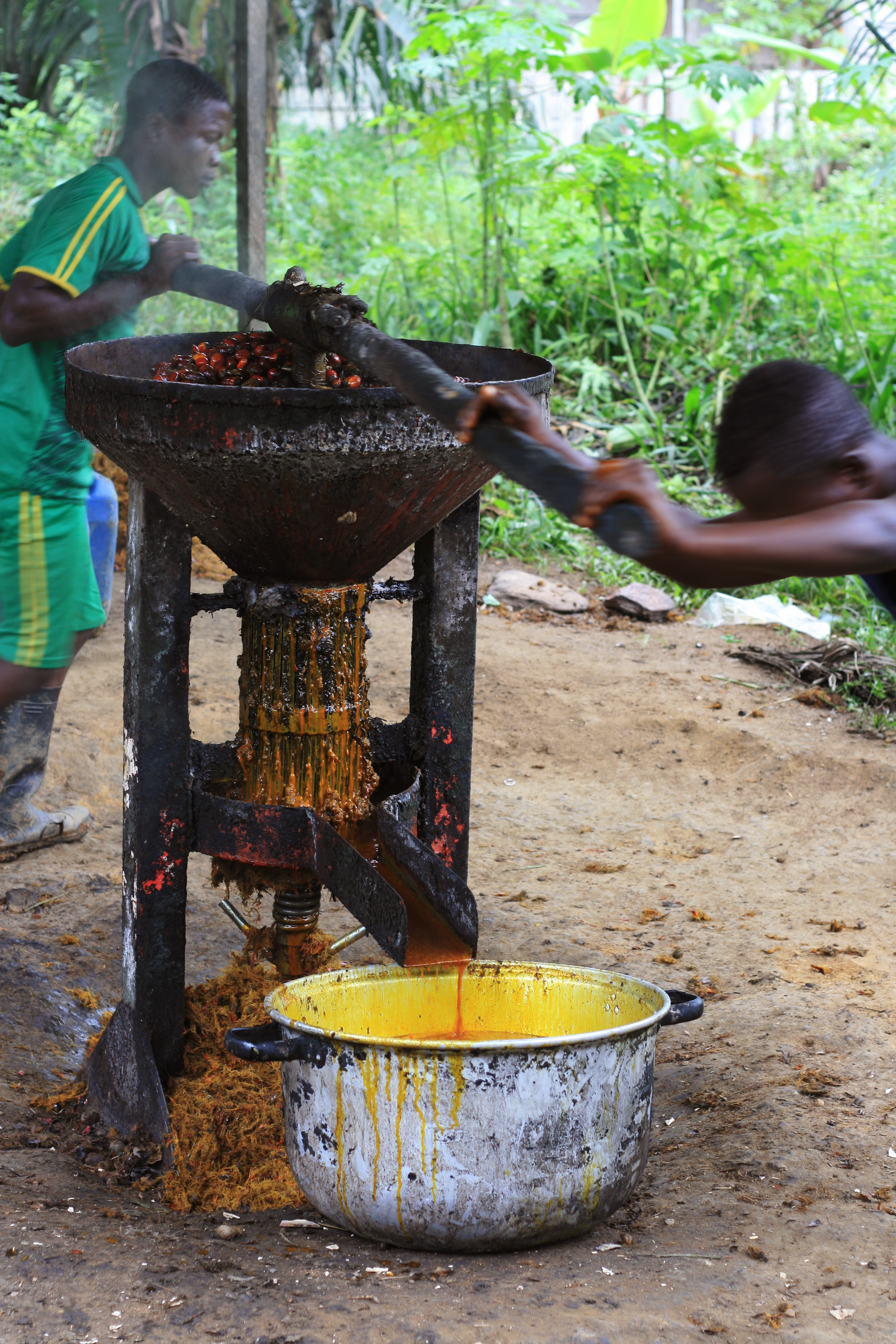
Extração de óleo de palma

Entre 2014 e 2015, o programa permitiu restaurar 110 hectares de floresta, oraganizar 3 salas de Aula Verde acolhendo crianças da localidade e criar alguns empregos verdes para os jóvens. Localmente, duas eco-house permitem acolher os turistas nom o objetivo de desenvolver a oferta eco-turística como fonte alternativa de rendimento para os seus habitantes. Um fundo rotativo de 1 000 000 FCFA foi igualmente instalado pela comunidade com o apoio do SGP/GEF do PNUD para conceder microcréditos às mulheres, financiando desse modo as iniciativas empresariais. Uma série de bandas desenhadas que representam a aventura do desenvolvimento de Tayap e da problemática das aldeias africanas face à desflorestação e à prática da cultura de queimadas foi igualmente criada no quadro do programa.
Em 2015, a AFG (Agência Francesa de Deenvolvimento) e o CIRAD (Centro de Cooperação Internacional em pesquisa agrônoma para o Desenvolvimento) concederam o Prémio « Challenge Climat Agriculture et Forêts », Mitigação do distúrbio climático em agricultura e criação às hortas écológicas de Tayap. Em 2016, " ISTF Innovation Prize " de Yale University é concedido ao projeto.

## Transportes
Tayap situa-se a cerca de uma hora de Yaoundé e duas horas de Douala, passando pela estrada nacional que as liga. O traçado da rede ferroviária Douala-Yaoundé não desserve a aldeia de Tayap.

### Artigos relacionados
- Desflorestação nos Camarões